# Peeters & Pichal
Peeters & Pichal was een Vlaams radioprogramma op Radio 1. Het werd van september 2007 tot 29 juni 2012 elke weekdag van 9 tot 11 uitgezonden, en gepresenteerd door Annemie Peeters en Sven Pichal.
Het programma behandelt items uit de actualiteit en brengt regelmatig ook nieuwe onderzoeksjournalistiek, zoals onder andere in de eerste maand van uitzenden het schandaal rond de verkoop als nieuw van gebruikte apparatuur door Media Markt. De nadruk ligt veelal maar niet uitsluitend op consumentenbelangen. In 2009 kwam er samenwerking met het Nederlandse Radio 1 programma Radio Kassa in de rubriek Noorderbuur wordt Zuiderbuur.